# Malaiisches Schuppentier
Das Malaiische Schuppentier (Manis javanica), auch Malaien-Schuppentier oder Javanisches Schuppentier genannt, ist eine Säugetierart aus der Familie der Schuppentiere (Manidae). Es kommt in Südostasien vorwiegend in tropischen Regenwäldern, aber auch in teils offenen Landschaften vor. Die Tiere leben einzelgängerisch sowie teilweise baumkletternd und sind weitgehend nachtaktiv. Die hauptsächliche Nahrung sind staatenbildende Insekten wie Ameisen und Termiten. Die genaue Lebensweise des Malaiischen Schuppentiers ist aber nur ungenügend erforscht. Die Schuppentierart wird stark vom Menschen bejagt, da ihr Fleisch als Delikatesse gilt und die Schuppen und andere Körperteile als Heilmittel in der Traditionellen Chinesischen Medizin verwendet werden. Aufgrund der Intensität der Verfolgung kam es lokal bereits zum Zusammenbruch einzelner Bestände. Das Malaiische Schuppentier ist vom Aussterben bedroht. Wissenschaftlich beschrieben wurde die Art im Jahr 1822.

## Merkmale

### Habitus
Als mittelgroßer Vertreter der Schuppentiere erreicht das Malaiische Schuppentier eine Kopf-Rumpf-Länge von 40 bis 65 cm. Hinzu kommt noch ein 35 bis 58 cm langer Schwanz, womit der Schwanz etwas kürzer als der restliche Körper ist. Das Gewicht schwankt zwischen 3 und 10 kg. Die Männchen sind etwas größer als die Weibchen. Wie bei allen Schuppentierarten sind auch beim Malaiischen Schuppentier die Oberseite des Kopfes, der Rücken und die Flanken, die Außenseiten der Gliedmaßen sowie der Schwanz mit Hornschuppen bedeckt. Die Schuppen sind braun oder rotbraun bis olivfarben getönt und damit deutlich dunkler gefärbt als beim verwandten Palawan-Schuppentier (Manis culionensis). Allerdings können bei einigen Tieren auch gelbliche Farbschattierungen auftreten. Weiterhin sind die einzelnen Schuppen größer als beim Palawan-Schuppentier und in 15 bis 18, teilweise auch 19 Reihen am Körper angeordnet. Typischerweise verläuft eine Schuppenlinie entlang des Mittelrückens bis zum Schwanzende. An der Schwanzspitze befindet sich auf der Unterseite eine freie Hautfläche. Die Schuppen besitzen eine V-Form und sind etwa so lang wie breit, vor allem an der unteren Körperseite und am unteren Schwanz tragen die Schuppen eine markante Mittelkiele. Die Größe der Schuppen ändert sich vom vorderen zum hinteren Körper hin kaum. Zwischen den Schuppen sprießen einzelne Haare, ein dichteres Fell bedeckt nur die unbeschuppten Körperpartien. Die Haare sind sehr dünn und lang und weißlich gefärbt, die Haut dagegen besitzt einen fahlgrauen Ton und ist nur an der Nase etwas dunkler. Die kleinen Augen weisen eine dunkle Iris auf, die Ohren zeigen einen verdickten Knorpelkamm. Die Vorderbeine sind nur wenig kürzer als die Hinterbeine. An den Vorderfüßen befinden sich fünf kurze und gebogene Krallen, wobei die dritte als Grabkralle mit einer Länge von bis zu 4,2 cm etwas verlängert ist. Auch die ebenfalls fünfzehigen Hinterfüße weisen Krallen auf, hier wird die mittlere Kralle maximal 3,7 cm lang. Die Hinterfußlänge beträgt durchschnittlich 6,1 cm.

### Schädel- und Skelettmerkmale
Der konisch geformte Schädel variiert in der Länge von 6 bis 10 cm und ist mit einem relativ lang ausgezogenen und dicken Rostrum ausgestattet. Wie bei anderen Schuppentieren ist der Jochbogen unvollständig ausgebildet, im Gegensatz zum Palawan-Schuppentier reicht der vordere, am Jochbeins ansetzende Knochenfortsatz aber deutlich weiter nach hinten. Die Nasenbeine nehmen mehr als ein Drittel der gesamten Schädellänge ein und übertreffen dadurch im Verhältnis die des Palawan-Schuppentiers. Der lange Schwanz wird aus 28 bis 29 Wirbeln gebildet.

## Verbreitung und Lebensraum

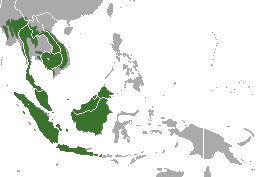
Verbreitungsgebiet (grün) des Malaiischen Schuppentiers

Das Malaiische Schuppentier ist im festländischen Südostasien vom zentralen und südlichen Myanmar über das westliche und südöstliche Thailand, das zentrale und südliche Laos und Vietnam, weiterhin über Kambodscha bis auf die Malaiische Halbinsel verbreitet. Im Malaiischen Archipel bewohnt es unter anderem die Inseln Sumatra, Borneo und Java. Die Bestände der Philippinen gelten heute mit dem Palawan-Schuppentier (Manis culionensis) als eigenständige Art. Bisher äußerst selten sind Nachweise der Schuppentierart aus der südchinesischen Provinz Yunnan. Die Tiere nutzen eine Vielzahl von Lebensräumen, darunter vor allem primäre und sekundäre tropische Regenwälder oder Auwälder, allerdings meiden sie Mangrovengebiete. Darüber hinaus kommen sie auch in Grasländern mit fragmentiert erhaltenen inselartigen Wäldern, in Gärten und auf Plantagen bis hin zu den Randlagen menschlicher Siedlungen vor. In Gebieten mit intensiv betriebener Landwirtschaft sind sie dagegen nicht anzutreffen. Teilweise ist das Malaiische Schuppentier auch in höheren Gebirgslagen nachgewiesen, wie am Kinabalu auf Borneo in bis zu 1700 m oder auf Lombok in bis zu 1500 m Höhe. Im nördlichen Verbreitungsgebiet – vor allem, wo es sympatrisch mit dem Chinesischen Schuppentier (Manis pentadactyla) auftritt – nutzt es generell Gebiete unterhalb der 600-m-Höhenlinie.

## Lebensweise

### Territorialverhalten

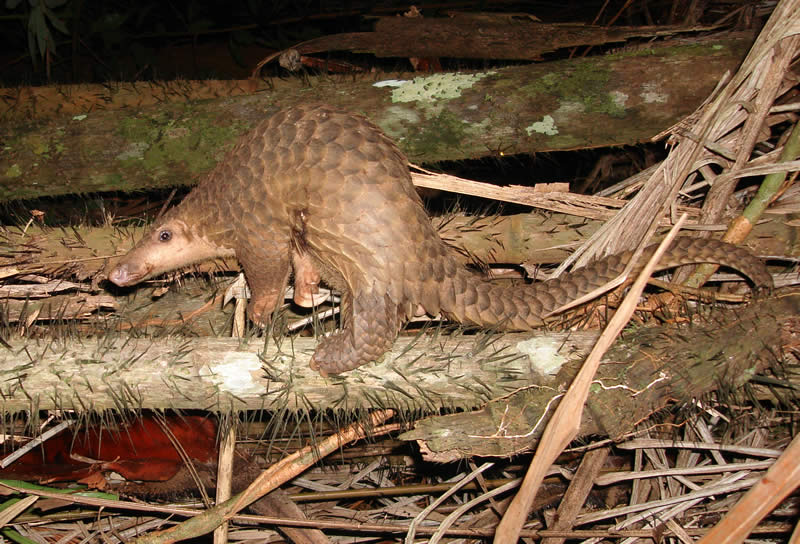
Malaiisches Schuppentier im Baum kletternd

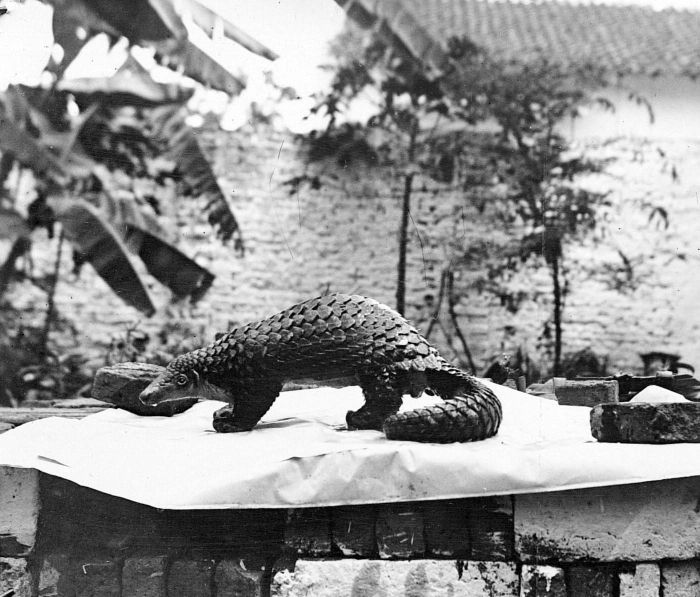
Malaiisches Schuppentier, Aufnahme aus den 1920er Jahren

Das Malaiische Schuppentier wird sehr selten gesichtet, aufgrund dessen liegen nur wenige Informationen über die Lebensweise vor. Es ist ein eher scheues, vorwiegend nachtaktives Tier. Die Hauptaktivitätsphasen liegen je nach Berichten zwischen 18:00 und 21:00 Uhr beziehungsweise zwischen 03:00 und 06:00 Uhr. Die Dauer dieser sehr aktiven Phase hält etwa zwei bis zweieinhalb Stunden an. Jedoch können die Tiere gelegentlich auch tagsüber beobachtet werden, vor allem jüngere Individuen mit Muttertier. Die Schuppentierart lebt weitgehend einzelgängerisch und teilweise in Bäumen (semi-arboricol). Einzelne Tiere unterhalten Aktionsräume, deren Größe von 7 ha bei weiblichen bis zu 43 ha bei männlichen Individuen variiert. Ob sich die Aktionsräume der einzelnen Tiere überschneiden, ist unbekannt. In diesen Aktionsräumen befinden sich meist mehrere Schutzbaue, die selbst gegraben oder von anderen Tieren übernommen werden, aber auch natürliche Hohlräume sein können. Die Baue sind in Geländesenken, unter umgestürzten Bäumen oder als Baumhöhlen in lebenden Bäumen mit einem Stammdurchmesser von wenigstens 50 cm platziert. Die unterirdischen Baue haben ein oder zwei Eingänge von 13 bis 24 cm Durchmesser, die Gänge verlaufen 60 bis 350 cm weit nahezu horizontal unterhalb des Erdbodens. In der Nähe der Baue liegen häufig Ameisen- oder Termitennester, oft in einer Entfernung von 50 bis 100 m. Das Malaiische Schuppentier kehrt in der Regel über mehrere Tage hintereinander in den gleichen Bau zurück, bevor es einen neuen aufsucht. Weibchen sind allerdings ortsgebundener als Männchen, welche teilweise auch nur auf Grashaufen, etwa vom Silberhaargras, beziehungsweise im Geäst von Bäumen oder gar in Gebäuden ruhen. In der Regel entfernen sich die Tiere nur wenig (etwa 300 bis 500 m) vom Bau. Am Boden bewegt sich ein Tier überwiegend vierfüßig fort, mit nach unten geklappten Krallen der Vorderfüße und auf den Knöcheln laufend. Der Rücken ist dabei gebogen und der Schwanz parallel zum Boden orientiert, um Balance zu halten. In den Bäumen klettert es mit Hilfe der Krallen und des kräftigen Schwanzes, der auch als Greifschwanz fungiert. Im Bedrohungsfall kann sich das Malaiische Schuppentier zu einer Kugel einrollen, die auch aufgrund der scharfen Kanten der Hornschuppen kaum aufzubrechen ist.

### Ernährung
Die Nahrung besteht ausschließlich aus Ameisen und Termiten. Dabei geht das Malaiische Schuppentier hochgradig selektiv vor und bevorzugt Untersuchungen aus Singapur zufolge unter den Ameisen vor allem Vertreter der Gattungen Polyrhachis und Anoplolepis, meidet aber deutlich solche von Philidris, Myrmicaria und Crematogaster. Ameisen nehmen bis zu zwei Drittel ihrer Nahrung ein. Insgesamt sind fast ein Dutzend Gattungen bekannt, die von der Schuppentierart vertilgt werden. Auf der Suche nach Nahrung setzt das Malaiische Schuppentier überwiegend den hervorragend ausgebildeten Geruchssinn ein. Vorrangig stöbert es im dichten Unterholz oder unter verrottenden Baumstämmen nach Futter. Die lange und klebrige Zunge wird dabei ständig ausgestreckt und mit der potenziellen Beute wieder ins Maul zurückgezogen. Das Zermahlen der Beute erfolgt aufgrund des zahnlosen Maules erst im Magen. Die Verweildauer dieses Schuppentiers an einem Fressplatz liegt bei etwas mehr als zwei Minuten.

### Fortpflanzung
Das Fortpflanzungsverhalten des malaiischen Schuppentiers ist nur unzureichend erforscht. Die Paarung erfolgt möglicherweise ganzjährig. Die Tragzeit wird mit zwei bis drei Monaten angenommen, wonach in der Regel ein Jungtier, gelegentlich aber auch zwei geboren werden. Eine Geburt wurde im September vermeldet. Neugeborene haben zunächst noch weiche Schuppen, die in den ersten Lebenstagen verhärten. Zur Aufzucht der Jungen bevorzugen Muttertiere dichte Wälder mit zahlreichen Versteckmöglichkeiten. Zunächst lebt das Junge im Bau der Mutter, später trägt sie es auf ihrem Schwanz. Mit rund drei Monaten wird das Jungtier entwöhnt. Bis dahin hat sich sein Körpergewicht in etwa verdoppelt. Einzelnen Beobachtungen zufolge, sind Mutter- und Jungtier während der letzten Phase der Aufzucht deutlich tagaktiver.

### Parasiten
Äußere Parasiten des Malaiischen Schuppentiers sind überwiegend in Form von Zecken der Gattung Amblyomma bekannt. Bei Untersuchungen von Tieren der Malaiischen Halbinsel wurden bei fast zwei Dritteln aller erwachsenen Individuen Zecken nachgewiesen, bei Jungtieren sogar bei 100 % der untersuchten Individuen. Dabei waren männliche Tiere häufiger betroffen als weibliche, bei letzteren zeigte sich der Befall aber intensiver. Unter den Endoparasiten ist der zu den Kokzidien gehörende Einzeller Eimeria hervorzuheben.

## Systematik
Das Malaiische Schuppentier ist eine Art aus der Gattung Manis. Dieser gehören drei weitere, heute bestehende Arten an, die zusammen die asiatischen Vertreter der Familie der Schuppentiere (Manidae) umfassen. Die Schuppentiere wiederum repräsentieren das gegenwärtig einzige Mitglied der Ordnung der Pholidota, die somit monotypisch sind. Sie stehen in der weitläufigen Verwandtschaft der Raubtiere (Carnivora), eine Beziehung, die allerdings erst durch molekulargenetische Untersuchungen ermittelt und abgesichert wurde. Innerhalb der Schuppentiere werden die asiatischen Vertreter wiederum in die Unterfamilie Maninae gestellt. Diese steht den afrikanischen Schuppentieren gegenüber, die den Unterfamilien der Smutsiinae und der Phatagininae angehören.
Die Gattung Manis wird häufig in die Untergattungen Manis und Paramanis unterteilt, wobei das malaiische Schuppentier in letztere steht. Als nächster Verwandter ist das Palawan-Schuppentier (Manis culionensis) anzusehen, der einzige weitere Vertreter von Paramanis. Bis zum Ende der 1990er Jahre galt das Palawan-Schuppentier als identisch mit dem Malaiischen Schuppentier, heute wird es aber aufgrund von Unterschieden im Bau des Schädels und der Hornschuppen als eigenständige Art geführt. Es bewohnt vor allem die philippinische Insel Palawan und einige nördlich vorgelagerte Inseln. Die Art entstand möglicherweise im Pleistozän durch Speziation infolge geographischer Isolation von den anderen Populationen des Malaiischen Schuppentiers. Die Ansicht konnte auch durch molekulargenetische Studien bestätigt werden.
Fossilfunde des Malaiischen Schuppentiers sind nur wenig bekannt. So stammen einige Reste aus den Niah-Höhlen von Sarawak auf Borneo, die auf etwa 40.000 Jahre datiert werden. Sie kommen dort zusammen mit solchen des deutlich größeren und heute ausgestorbenen Manis palaeojavanica vor, dessen verwandtschaftliche Beziehung zum Malaiischen Schuppentier aber bisher ungeklärt ist. Unterarten des Malaiischen Schuppentiers werden nicht unterschieden. Die wissenschaftliche Erstbeschreibung der Art erfolgte im Jahr 1822 durch Anselme Gaëtan Desmarest.

## Bedrohung und Schutz
Die größte Bedrohung für den Bestand des Malaiischen Schuppentiers ist die illegale Jagd. Dabei wird einerseits das Fleisch als Nahrungsmittel genutzt, sowohl zur Selbstversorgung als auch als Delikatesse, andererseits dienen die Schuppen und andere Körperteile auch als Mittel zur Behandlung verschiedener Krankheiten in der Traditionellen Chinesischen Medizin, etwa gegen Nasenbluten, Fieber oder Krebs. Ein Großteil der Tiere gelangt dafür lebend auf dem Schwarzmarkt, der zunehmend internationalisiert wird und jährlich Tausende von gehandelten Tieren umfasst, die Hauptabnehmer sind China und Vietnam. Seit dem Jahr 2000 ist jeglicher Handel mit den Tieren oder deren Körperteilen gemäß dem Washingtoner Artenschutz-Übereinkommen (CITES) verboten (zero annual export quota des CITES). Doch besteht auf die Populationen des Malaiischen Schuppentiers noch immer ein extrem großer Druck durch Jagd. Seit dem Inkrafttreten des CITES-Abkommens ist der Bestand dramatisch gesunken. Neben der Jagd hat auch der Lebensraumverlust infolge der Abholzung der Wälder großen Einfluss auf die Bestände. Zwar kann das Malaiische Schuppentier auch in von Menschen genutzten Gebieten überleben, doch sind dichte Wälder mit großen Bäumen und natürlichen Unterschlupfmöglichkeiten zur Aufzucht des Nachwuchses offensichtlich notwendig. All dies führte dazu, dass in den nördlichen Regionen des Verbreitungsgebietes, so etwa in Laos und Thailand, die Populationen des Malaiischen Schuppentiers nahezu zusammengebrochen sind, die extensive Jagd hat dabei in den letzten Jahren die südlichen Verbreitungsgebiete erreicht. Untergeordnet kommen vereinzelt Tiere auch bei Verkehrsunfällen zu Tode. Die IUCN geht insgesamt von einem Rückgang der Populationen seit den 1990er Jahren um nahezu 80 % aus. Daher stufte sie die Art 2014 von der Gefährdungskategorie „stark gefährdet“ (endangered) auf „vom Aussterben bedroht“ (critically endangered) hoch. Die Schuppentierart ist in mehreren geschützten Gebieten innerhalb des Verbreitungsgebietes präsent.